# Muljava
Muljava je gručasto središčno naselje v Občini Ivančna Gorica. Leži na prehodu Dolenjskega podolja v Suho krajino na zahodni strani doline potoka Višnjice. Večina hiš je na pobočju. Vzhodno ob Višnjici je zaselek Preža, južno ob potoku pa zaselek Brezje, ki stoji sredi istoimenskega gozda. Gruča hiš med cerkvijo in Sušico se imenuje Gornja Muljava.
Zahodno od vasi teče potok Brziček, ki ponikne pri kraju Potoku. Severno od vasi je nizek osamelec Gorica. 
V naselju je gotska cerkev device Marije Vnebovzete, znana iz časov turških vpadov in bogato opremljena. Na Muljavi se je rodil pisatelj Josip Jurčič. V njegovi rojstni hiši je zdaj etnografski muzej.